# توروکیا پیا
توروکیا پیا (به ایتالیایی: Torrevecchia Pia) یک کومونه در ایتالیا است که در استان پاویا واقع شده‌است. توروکیا پیا ۱۶٫۳ کیلومتر مربع مساحت و ۳٬۳۲۷ نفر جمعیت دارد و ۸۴ متر بالاتر از سطح دریا واقع شده‌است.